# Litauszki János
Litauszki János (Kiskőrös, 1954. március 10. – 2017. május 27.) Balázs Béla-díjas magyar televíziórendező, jogász.

## Életpályája
Első diplomáját a Pécsi Tudományegyetem jogi karán szerezte. 1980-tól a Magyar Televízió munkatársa volt, előbb rendezőasszisztensként, majd 1982-től rendezőként. 1985–1988 között a Színház- és Filmművészeti Főiskola adásrendezői szakán tanult. 2011-től a Médiaszolgáltatás-támogató és Vagyonkezelő Alap (MTVA) kiemelt rendezője volt.
Számos televíziós magazinműsor, élő közvetítés és dokumentumfilm fűződik a nevéhez. Korábban a Budapesti Kommunikációs Főiskola tanára volt.

## Rendezői munkássága
- Titkolt örökség (2007)
- A mi kis rádiónk (2007)
- Cérnaszálon (2005)
- Ha lenne egy üvegház... (2004)
- Szerencse felǃ (2002)
- Esély-mesék (2002)
- Esély-lesők (1989)
- Hol az igazság? (1989)
- Szoboravató (1988)
- Hűségesek (1985)
- Traktorista lányok (1983)

## Díjai, elismerései
- Magyar Filmkritikusok Díja (2007) – a "Cérnaszálon" című filmjéért
- Balázs Béla-díj (2010)[7]